# (9816) von Matt
(9816) von Matt ist ein 4 km großer Asteroid des Hauptgürtels, der am 24. September 1960 von den niederländischen Astronomen Cornelis Johannes van Houten, Ingrid van Houten-Groeneveld und Tom Gehrels am Palomar-Observatorium (IAU-Code 675) entdeckt wurde.
Der Asteroid wurde auf Vorschlag des Kleinplaneten-Forschers Hermann Haupt aus Graz nach der österreichischen Astronomin Elisabeth von Matt (1762–1814) benannt.
Diese war an den Bahnbestimmungen der ersten Asteroiden Pallas und Juno beteiligt, die sie v. a. auf ihrer Privatsternwarte in der Innenstadt Wiens beobachtete. Die Baronin kooperierte intensiv mit der Universitätssternwarte Wien und unterstützte sie auch als Mäzenin.